# 小作田橋
小作田橋（こさくたはし）は、福島県須賀川市にある道路橋である。

## 概要
小作田橋
- 全長：94m
- 幅員：6m
- 竣工：1963年[1]

小作田橋歩道橋
- 全長：94.0m
- 幅員：2.5m
- 竣工：1992年[2]

須賀川市南東部にて一級水系阿武隈川を渡り、福島県道138号母畑須賀川線を通す4径間の桁橋である。起点側である東詰は須賀川市小作田字西舘、字梨子ノ木内に、西詰は和田字大仏前、字宿畑に位置する。現在の橋梁は1963年に架設されたものであり、水色に塗装された欄干が特徴的である。橋上は上下対向2車線で供用されているが路側帯等が無く、1992年に歩行者交通安全性向上のために下り線側に歩道として小作田橋人道橋が増設された。東詰の堤防上では福島県道372号須賀川二本松自転車道線（みちのく自転車道）との十字路で平面交差する。2019年に発生した令和元年東日本台風により、橋梁付近の堤防高不足による阿武隈川の越水被害の発生を受け、国土交通省の事業として現在の橋梁より25m上流側（南側）への架け替えが決定し、2025年度より上部工整備が着工、2028年度中の竣工を目指している。

## 沿革
- 1917年 - 先代の小作田橋が架設される。
  - 全長：76m
  - 幅員：3.6m[3]
- 1963年 - 現在の小作田橋が架設される。
- 1992年 - 小作田橋歩道橋が架設される。
- 2019年
  - 10月13日 - 令和元年東日本台風に伴う大雨により当橋梁付近で越水が発生し、橋台裏側が洗堀され取付部の路盤が崩壊し通行止めとなる。12月21日に一部工事を残し通行止めが解除された。
- 2028年度 - 河川改修工事に伴う架け替えにより新橋が供用開始予定。

## 周辺
- JR水郡線川東駅

## 隣の橋
- 阿武隈川

（上流） - 男滝橋 - 大仏大橋 - 小作田橋 - 雲水峰大橋 - 江持橋 - （下流）